# 馬來穿山甲
馬來穿山甲（學名：Manis javanica），又名爪哇穿山甲或爪哇鯪鯉，是東南亞的一種穿山甲，分佈在泰國、印尼、菲律賓、越南、老撾、柬埔寨、馬來西亞、新加坡和中国（云南部分地区）。牠們大部份時間都是在樹上休息或覓食。

## 特徵
馬來穿山甲的爪厚及強壯，可以挖開螞蟻的巢及撕開白蟻的土堆。牠們沒有牙齒，舌頭很長及帶有黏性，用來捕食螞蟻及白蟻。牠們的身體由一列列的鱗片及纖毛覆蓋。腳部的皮膚呈粿粒狀的，前肢上有墊。牠們的尾巴上有30個鱗片。牠們體長約65厘米，尾巴長56厘米，重達10公斤。雄性較雌性大隻。牠們的近親是中華穿山甲，但體型較大，顏色較淺，前爪較短。

## 行為
馬來穿山甲每年會產1-2隻幼穿山甲。牠們會在秋天交配，到了冬天就產子。出生後的幼穿山甲約需3個月的照顧。
馬來穿山甲很多時都是獨居的，晚間活動及很膽小。牠們的天敵有虎及雲豹。當感到威脅時，牠們會捲曲成球狀來保護腹部柔軟的部位。牠們會在近白蟻的土堆及螞蟻的巢穴築巢，並以植物覆蓋來保溫，其巢穴可以幫助土壤通風。

## 與人類關係
馬來穿山甲的皮膚、皮革及肉都是人類獵殺的目的。傳統誤認為一些部位有中醫藥的療效，但此說並沒有科學根據。當地人用牠們的皮革來製成驅散風濕熱的符咒，皮膚則用來製鞋。尼泊爾人認為牠們子宮的抽取物可以安胎。人類會挖開牠們的巢穴來捕獵牠們，或是以辣椒的氣味來逼出牠們。

## 保育
馬來穿山甲列在瀕危野生動植物種國際貿易公約的附錄II中，表示任何從野外捕獵的商業用途均被禁止。在多個不同國家及地區均禁止出口及貿易。

## 外部連結
- Ecology Asia （页面存档备份，存于）